# 1000-летний тис на Ай-Петри
1000-летний тис на Ай-Петри — крупное древнее дерево тиса ягодного на вершине горы Ай-Петри, в Ялтинском горно-лесном заповеднике, Крым. Произрастает у туристической тропы слева в 200 метрах от торгового комплекса. Обхват ствола 2,60 метров, высота 10 метров, возраст 1000 лет. Из-за постоянной рекреационной нагрузки дерево находится в плохом состоянии — земля возле корней утоптана, туристы содрали с дерева почти всю кору и обламывают ветви снизу ствола. У дерева есть информационные таблички.